# Ray Loriga
Ray Loriga, pseudonimo di Jorge Loriga Torrenova (Madrid, 5 marzo 1967), è uno scrittore, sceneggiatore e regista spagnolo.
Considerato un esponente del realismo sporco spagnolo, ammira romanzieri come William Burroughs o Jack Kerouac.

## Biografia
È figlio dell'illustratore José Antonio Loriga e della doppiatrice Mari Luz Torrenova. Dopo aver praticato diversi mestieri, ha iniziato a pubblicare racconti in riviste come Underground e El canto de la tripulación. Nel 1992 ha pubblicato il suo primo romanzo Lo peor de todo che ha riscosso successo di pubblico e di critica ed è stato tradotto anche in inglese col titolo Worst of All.
Nel 1993 ha pubblicato il suo secondo romanzo Héroes, dichiaratamente ispirato all'omonimo album di David Bowie, in cui rievoca le atmosfere della Beat Generation, soprattutto di autori come Carver, Kerouac e Bukowski, seguito nel 1994 dalla raccolta di racconti Días extraños.
Appassionato di cinema, ha esordito nella regia nel 1997 con La pistola de mi hermano, adattamento del suo romanzo Caídos del cielo e nel quale oltre alla sua compagna di allora, la cantautrice Christina Rosenvinge, recitavano Daniel González, Viggo Mortensen, Karra Elejalde e Nico Bidasolo. Nel 2006 ha diretto Teresa, el cuerpo de Cristo, che racconta la vita di Teresa d'Avila, interpretata da Paz Vega, Leonor Watling, Geraldine Chaplin, José Luis Gómez e Eusebio Poncela.
Nel 1997 ha collaborato alla sceneggiatura del film di Pedro Almodóvar Carne trémula. Nel 2004 ha scritto la sceneggiatura del film El séptimo día di Carlos Saura e nel 2005 ha scritto la sceneggiatura di Ausentes assieme al regista Daniel Calparsoro e a Elio Quiroga.
Nel 2007 ha pubblicato il seguito di Días extraños, col titolo Días aún más extraños, raccogliendo nel testo vari articoli, una lettera a Rodrigo Fresán e due racconti.
Nel 2008 ha pubblicato Ya sólo habla de amor e l'anno seguente Los oficiales e la raccolta di racconti El destino de Cordelia. Nel 2011 ha pubblicato il romanzo El bebedor de lágrimas, che intende essere il primo di una saga di Alfaguara.
Ha ottenuto il Premio Alfaguara de Novela 2017 per  Rendición.

## Opere

### Romanzi
- Lo peor de todo (1992)
- Héroes (1993)
- Caídos del cielo (1995)
- Tokio ya no nos quiere (1999)
- Trífero (2000)
- Ya solo habla de amor (2008)
- Sombrero y Mississippi (2010)
- El bebedor de lágrimas (2011)
- Za Za, emperador de Ibiza (2014)
- Rendición (2017)
- Sábado, domingo (2019)

### Racconti
- Días extraños (1994)
- El hombre que inventó Manhattan (2004)
- Días aún más extraños (2007)
- Los oficiales y El destino de Cordelia (2009)

### Racconti per l'infanzia
- Los indios no hacen ruido (2006)

## Filmografia

### Regista
- La pistola de mi hermano (1997)
- Teresa, el cuerpo de Cristo (2007)

### Sceneggiatore
- Carne trémula (1997)
- Todos los aviones del mundo (2001)
- El séptimo día (2004)
- Ausentes (2005)
- La mujer del anarquista (2008)
- Vernon Walks (2016) - cortometraggio
- Born to Be King (2019)
- Picasso y el Guernica (2021)